# レインボー・プラン
レインボー・プラン（Rainbow Plans）とは、アメリカ合衆国が、第二次世界大戦に備えて計画していた戦争計画である。

## 概要
1930年代後半、国際的な緊張が高まってくると、世界はナチス・ドイツを中心とする枢軸国と、イギリスを中心とする連合国に二極化しつつあった。そのため、それまで国家ごとに想定されていたカラーコード戦争計画は実情と合わなくなり、元々実戦用のシミュレーションというよりも、将兵の訓練用に制定されたものであったこと、さらには新兵器である航空機の飛躍的進歩により、役に立たないものと化しつつあった。
そこで、まず国家相互の関係を整理したうえで、複数の国家と、アメリカが戦争状態になることを想定してレインボー・プランを策定、1939年6月に陸海軍統合会議で承認された。当時のフランクリン・ルーズベルト大統領はそれに先立ち、戦力の分散を嫌がる海軍の反対を押し切り、太平洋に配備されていた艦隊戦力の1/3を大西洋に回航させていた。
想定は1から7までの番号で分けられており、その内日本、ドイツ、イタリアの3か国（正確には、その主要3か国とそれに同調するやや規模の小さい国家）を仮想敵国とした。
- レインボー1はドイツが南米大陸に侵攻し、アメリカは単独で北アメリカ・中央アメリカ（西半球の南緯10度以北）を防衛するというもの。陸軍の要求に沿って策定された防衛計画。
- レインボー2はアメリカがイギリス、フランスと同盟を組み、枢軸国側と大西洋、太平洋の二正面で戦うもの。太平洋側の対日戦争を優先する、海軍の要求に沿っていた。
- レインボー3も海軍の要求に沿ったもので、1939年3月に改定されたばかりのオレンジ計画を踏襲し、アメリカ単独で対日戦争を行い西半球を防衛するというもの。
- レインボー4はレインボー1の防衛に加えて南米大陸も含めた西半球全体の防衛をはかるもので、陸軍の要求に沿ったもの。
- レインボー5はレインボー2での二正面戦で、大西洋側への攻勢を優先するもの。海軍作戦部長ハロルド・スタークの「プラン・ドッグ」メモ（Plan Dog memo）における、「ヨーロッパ優先戦略」（Europe first）に基づく。

日本、ドイツ、イタリアも不可分であったわけではなく、またはドイツとイギリスが同盟国となった場合の大西洋方面での開戦を想定したもの、カラーコード戦争計画時代のものを引き継いだイギリスを仮想敵としたもの、またソ連を仮想敵としたものも存在したと言われている。

## 政治色
計画そのものが対ナチ・対日戦に特化していたため、純軍事的なカラーコード戦争計画に比べると、フランクリン・ルーズベルト政権による特定の政治色を帯びていたといえる。戦争計画に軍事的要素以外の特定の政治勢力が絡むことによる弊害は、仮想敵国の項を参照されたい。このため、レインボー・プランの存在から、「かえってルーズベルト政権が第二次世界大戦を積極的に拡大し、太平洋戦争を誘発した」という批判が、アメリカの国内でも起こっている。特に、共和党は当時から日本やナチズム・ファシズムよりも共産主義勢力の方を危険視していたため、民主党寄りの評論家に対する攻撃材料としてしばしば用いられる。

## 開戦
レインボー・プランにおける対日戦は、日本が想定していた漸減邀撃作戦に対抗するものであった。つまり、米軍艦隊は太平洋を西進してフィリピンに到達し、フィリピン方面から北上して日本本土に至り、その過程で日本海軍の補助艦艇による漸減作戦を継続的に受けて戦力を減らされるものの、最終的には日本近海の決戦海域で日本艦隊との間で戦艦を主力兵器とする艦隊決戦が行われ、これに勝てば日本本土を海上封鎖すると言うものである。
1941年12月真珠湾攻撃によってアメリカが第二次世界大戦に参戦して2週間後、ルーズベルト大統領とイギリスのウィンストン・チャーチル首相のワシントンD.C.でのアルカディア会談の席上、レインボー5を連合国統合戦略計画｢ABC-1｣として採用した。もっとも真珠湾攻撃でアメリカの戦艦の半数以上が行動不可能の状態に追い込まれ、アメリカは太平洋戦争の初戦においてフィリピンやグアムなど西太平洋の海外領土を放棄し、本土上陸も視野に入れて防戦一方にならざるを得なくなっていた。
そして1943年後半のソロモン諸島での消耗戦を制してから後、アメリカ海軍は概ね、1939年最後に改定したオレンジ計画のシナリオ通りに反攻していった。
ただし陸軍のダグラス・マッカーサーが政治的理由から主張した、オーストラリアからニューギニアを経由してフィリピンへと向かう南太平洋地域での攻勢は、オレンジ・レインボー計画では構想されていなかったが、イギリス軍やオーストラリア軍の支援も受け、アメリカの豊富な物量はこの攻勢の遂行をも可能にし、結果として日本軍の戦力を分散、孤立させて無力化または各個撃破していくことに役立った。